# Список погибших несовершеннолетних, усыновлённых в США из России
Международное усыновление в России начало практиковаться с 1991 года. 1 января 2013 года вступил в силу Федеральный закон № 272, который, в частности, запретил усыновление российских детей гражданами США. За это время в США было усыновлено от 45 до 60 тысяч детей из России, на 2015 год известно о 20 случаях их гибели в результате насилия или несчастного случая:

## Список
| Имя                                            | Усыновлен  | Умер                    | Приговор                                     |
| David Polreis, Jr. (Костя Шлепин)              | 08.1995    | 09.02.1996 (2 года)     | мать: 18 лет                                 |
| Logan Higginbotham (Анна Почётная)             | 05.1998    | 25.11.1998 (3 года)     | мать: 1 год                                  |
| Viktor Alexander Matthey (Виктор Тулимов)      | 01.2000    | 31.10.2000 (7 лет)      | мать: 10 лет; отец: 10 лет                   |
| Luke Evans (Сергей Наконечный)                 | 05.2001    | 30.11.2001 (16 месяцев) | мать: оправдана                              |
| Jacob Lindorff                                 | 11.2001    | 14.12.2001 (5 лет)      | мать: 6 лет; отец: 4 года                    |
| Zachary Higier (Никита Хорьяков)               | 12.2001    | 15.08.2002 (2 года)     | мать: 2,5 года                               |
| Anatoliy Kolenda                               | 20.01.1998 | 12.10.2002 (11 лет)     | (отец убил детей, жену и застрелился)        |
| Yana Kolenda                                   | 20.01.1998 | 12.10.2002 (11 лет)     | (отец убил детей, жену и застрелился)        |
| Maria Anastasia Bennett (Анастасия Плотникова) | 01.2002    | 23.10.2002 (2 года)     | мать: 3 года                                 |
| Jessica Albina Hagmann                         | 12.2002    | 11.08.2003 (2 года)     | мать: 5 лет условно                          |
| Liam Thompson (Дмитрий Ишленкулов)             | 28.04.2003 | 16.10.2003 (3 года)     | мать: 14 лет; отец: 15 лет                   |
| Alex Pavlis (Алексей Гейко)                    | 11.2003    | 18.12.2003 (6 лет)      | мать: 12 лет                                 |
| Dennis Gene Merryman (Денис Урицкий)           | 01.2000    | 22.01.2005 (8 лет)      | мать: 22 года, отец: 22 года                 |
| Nina Hilt (Вика Баженова)                      | 01.2004    | 20.07.2005 (2,5 года)   | мать: 25 лет                                 |
| Isaac Jonathan Dykstra (Илья Каргынцев)        | 16.05.2005 | 13.08.2005              | отец: оправдан                               |
| Nicolai Emelyantsev                            | 08.02.2008 | 03.07.2008 (1 год)      | мать: 1-15 лет                               |
| Chase Harrison (Дима Яковлев)                  | 21.02.2008 | 08.07.2008 (1,5 года)   | отец: оправдан                               |
| Nathaniel Michael Craver (Иван Скоробогатов)   | 09.2003    | 25.08.2009 (7 лет)      | отец: 16 месяцев, мать: 16 месяцев           |
| Jackson David Attuso (Кирилл Казаков)          | 16.10.2003 | 10.06.2010 (8 лет)      | пожизненное заключение (убит посторонним)    |
| Max Alan Shatto (Максим Кузьмин)               | 23.10.2012 | 21.01.2013 (3 года)     | обвинения не предъявлены (несчастный случай) |